# Como (Illinois)
Como ist eine Siedlung auf gemeindefreiem Gebiet, die zu statistischen Zwecken als Census-designated place (CDP) geführt wird. Der Ort liegt im Whiteside County im US-amerikanischen Bundesstaat Illinois. Das U.S. Census Bureau hat bei der Volkszählung 2020 eine Einwohnerzahl von 528 ermittelt.

## Geografie
Como liegt am Nordufer des Rock River in der Hopkins Township im nordöstlichen Zentrum des Whiteside County. Der Ort liegt auf 41°45′59″ nördlicher Breite und 89°46′01″ westlicher Länge und erstreckt sich über 2,99 km². Der Mississippi, der die Grenze zu Iowa bildet, liegt rund 40 km westlich. Die Grenze zu Wisconsin verläuft rund 85 km nördlich. 
Benachbarte Orte von Como sind Sterling (8,3 km ostnordöstlich), Rock Falls (7,2 km östlich), Lyndon (16,6 km westsüdwestlich), Morrison (19,2 km westnordwestlich) und Agnew (5,1 km nordwestlich).
Die nächstgelegenen größeren Städte sind Dubuque in Iowa (134 km nordwestlich), Rockford (97,8 km nordöstlich), Chicago (184 km östlich), Peoria (133 km südlich) sowie die Quad Cities (83,7 km westsüdwestlich).

## Verkehr
Im Südwesten von Como hat Como Anschluss an die Interstate 88, die von den Quad Cities nach Chicago führt. Entlang des nördlichen Ortsrands von Como führt der U.S. Highway 30. Daneben existieren noch eine Reihe unbefestigter Fahrwege und innerörtlicher Verbindungsstraßen.
Mit dem Whiteside County Airport befindet sich ein kleiner Flugplatz 9,4 km westsüdwestlich von Como. Die nächstgelegenen größeren Flughäfen sind der 96,5 km nordöstlich von Como gelegene Chicago Rockford International Airport sowie der 84,5 km südwestlich gelegene Quad City International Airport.

## Demografische Daten
Nach der Volkszählung im Jahr 2010 lebten in Como 567 Menschen in 228 Haushalten. Die Bevölkerungsdichte betrug 189,6 Einwohner pro Quadratkilometer. In den 228 Haushalten lebten statistisch je 2,49 Personen. 
Ethnisch betrachtet setzte sich die Bevölkerung zusammen aus 97,7 Prozent Weißen, 0,5 Prozent Afroamerikanern, 0,2 Prozent (eine Person) amerikanischen Ureinwohnern, 0,4 Prozent Asiaten sowie 0,9 Prozent aus anderen ethnischen Gruppen; 0,4 Prozent stammten von zwei oder mehr Ethnien ab. Unabhängig von der ethnischen Zugehörigkeit waren 7,4 Prozent der Bevölkerung spanischer oder lateinamerikanischer Abstammung. 
20,8 Prozent der Bevölkerung waren unter 18 Jahre alt, 60,9 Prozent waren zwischen 18 und 64 und 18,3 Prozent waren 65 Jahre oder älter. 50,3 Prozent der Bevölkerung war weiblich.
Das mittlere jährliche Einkommen eines Haushalts lag bei 60.530 USD. Das Pro-Kopf-Einkommen betrug 27.305 USD. 5,8 Prozent der Einwohner lebten unterhalb der Armutsgrenze.